# بردرش
بردرش (بالكردية: بەردەڕەش) هي بلدة تقع في محافظة نينوى، تبعد 70 كم شمال أربيل و 32 كم شمال شرق الموصل.
تابعة ادارياً الى محافظة نينوى وهي مصنفة قضاء من الناحية الإدارية.
سكان بردرش من الكُرد المسلمين السنة، وأكثرهم من قبيلة گۆران التي تتحدث باللهجة الگۆرانية، كما يوجد من السكان من يتحدث باللهجة السورانية.
كما ضمت أطراف المدينة مخيما للنازحين، كانت نسبة كبيرة منهم من الشبك.